# Gravity (песня)
«Gravity» (Притяжение) — песня в исполнении украинской певицы Златы Огневич, с которой она заняла 3 место на конкурсе песни «Евровидение 2013». Песня была выбрана 23 декабря 2012 года на национальном отборе Украины на Евровидение. Получив высший балл, песня заняла первое место по результатам голосования телезрителей.
Исполнив песню в полуфинале конкурса, состоявшемся 14 мая 2013 года в Мальмё (Швеция), Злата успешно прошла в финал. В финале конкурса Евровидение 2013 в Мальмё она заняла 3-е место.

## Список треков сингла
| №  | Название                       | Длительность |
| -- | ------------------------------ | ------------ |
| 1. | «Gravity» (Single)             | 3:00         |
| 2. | «Gravity» (Eurovision Version) | 2:59         |

## Чарты

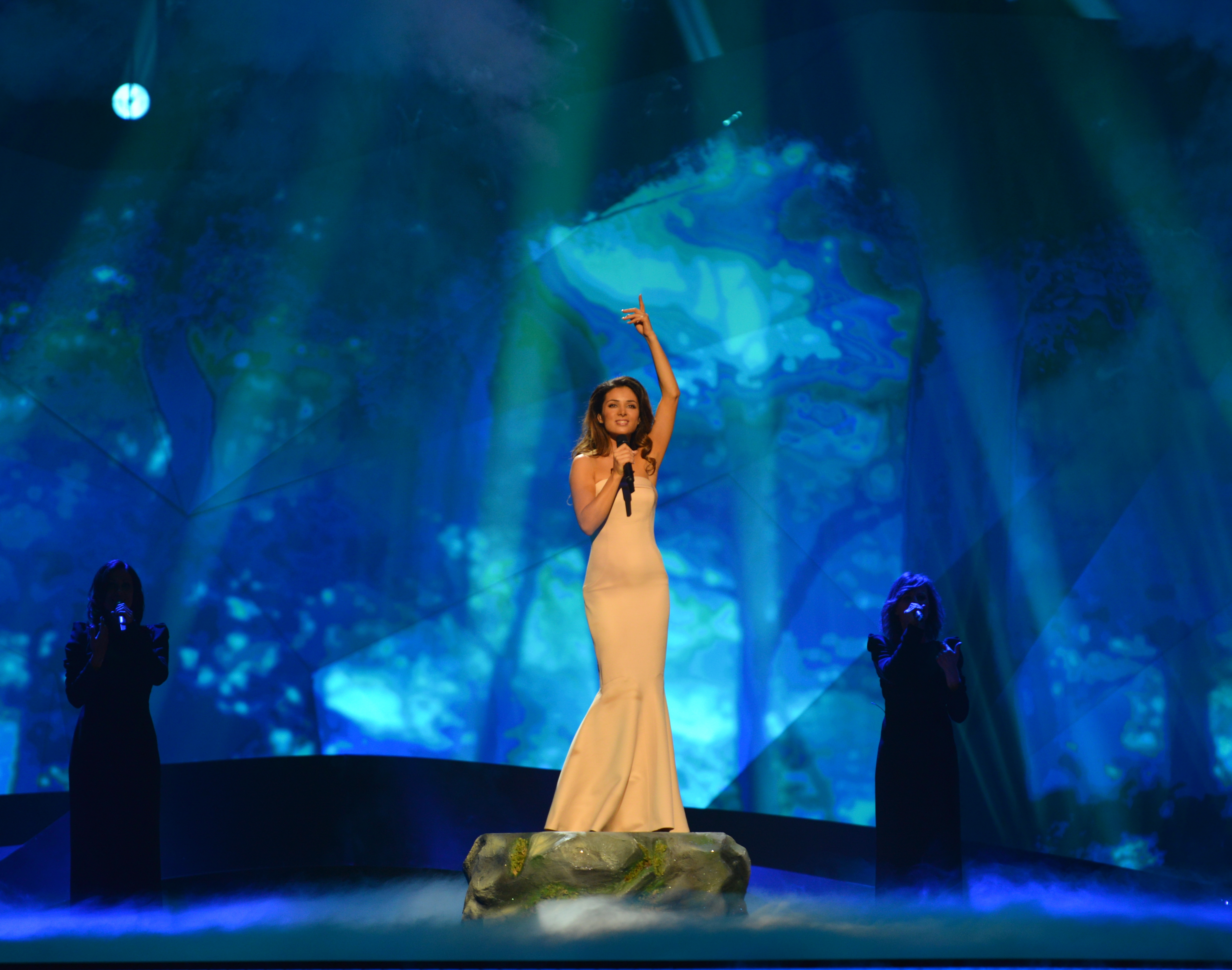
Евровидение-2013

| Страна                                     | Наивысшая позиция |
| ------------------------------------------ | ----------------- |
| Бельгия/Фландрия (Ultratip Bubbling Under) | 54                |
| Великобритания (OCC UK Indie)              | 29                |
| Нидерланды (Single Top 100)                | 50                |
| ФДР TOP 40                                 | 1                 |
| Ukrainian Airplay Chart                    | 3                 |